# Krik

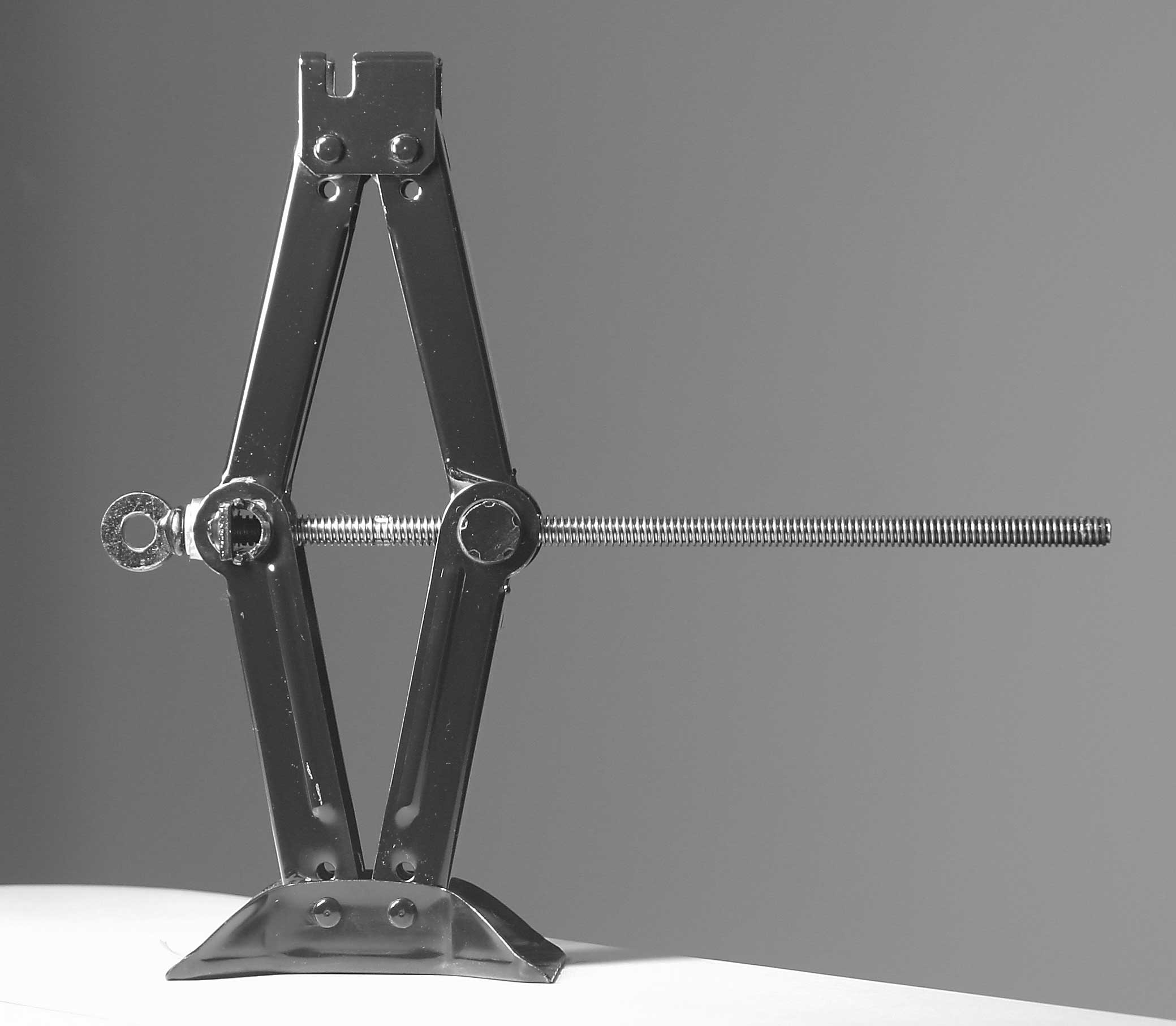
Schaarkrik

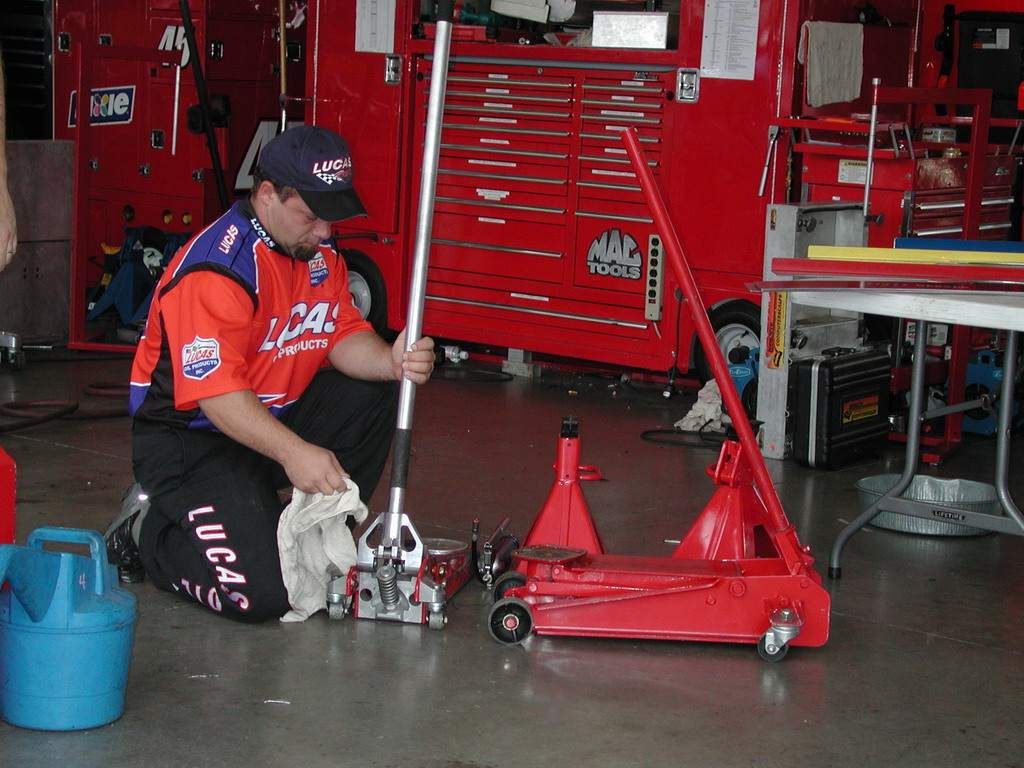
Hydraulische krik

Een krik is een voorwerp om zware dingen mee op te tillen. Een veelvoorkomend gebruik is het iets optillen van een auto om een wiel te vervangen. Soms wordt een krik ook gebruikt om dingen verder van elkaar af te duwen.
Er zijn verschillende soorten krikken. Meestal worden de volgende twee soorten gebruikt:
- De mechanische krik
- De hydraulische krik

## Mechanische krik
Een schaarkrik is een mechanische krik voor het omhoogbrengen van bijvoorbeeld een auto, zodat een wiel verwisseld kan worden. Door met een zwengel te draaien aan een schroefdraadas wordt de afstand tussen de twee scharnierpunten langer of korter, waardoor de krik omlaag of omhoog gaat.

## Hydraulische krik

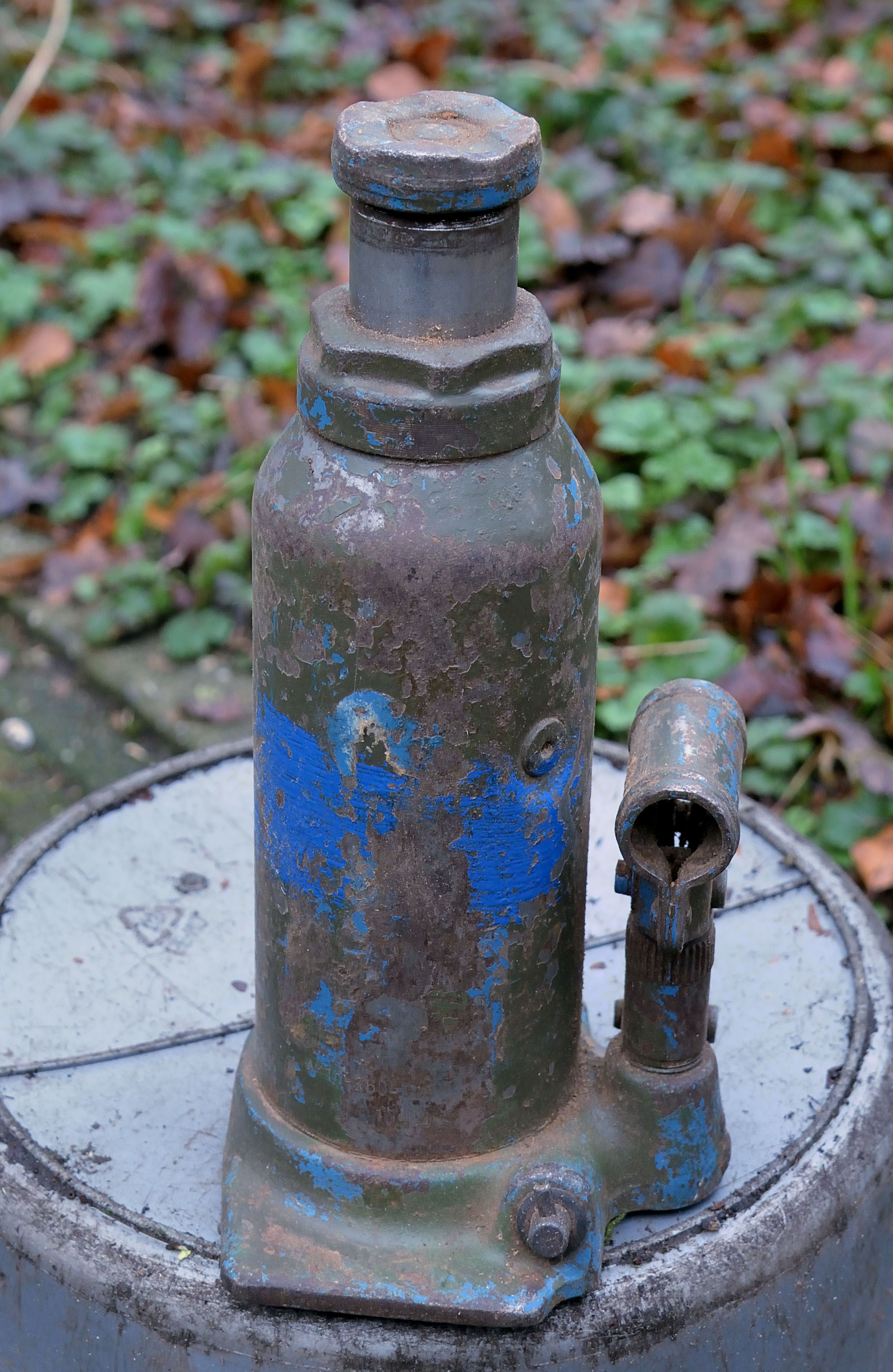
Potkrik (10-260)

De hydraulische krik werkt door middel van een hydraulische cilinder, die door een pedaal of een hefboom onder druk gezet kan worden, en is bijvoorbeeld te vinden in een autogarage of bij de brandweer, om een bekneld persoon uit een auto te bevrijden.
Hydraulische potkrikken kunnen tot 50 ton optillen. Ze zijn zeer compact en hebben een korte hefboom.